# بنات الورق (مسلسل)
بنات الورق (بالإنجليزية: Paper Girls)‏ هو مسلسل دراما خيال علمي أمريكي مبني على سلسلة قصص مصورة تحمل نفس الاسم من تأليف بريان فون. المسلسل من بطولة صوفيا روسنسسكي، كامرين جونز، ريلي لاي نيليت وفينا سترازا، صدر المسلسل على منصة أمازون برايم فيديو في 29 يوليو 2022.

## روابط خارجية
- بنات الورق (مسلسل) على موقع IMDb (الإنجليزية)
- بنات الورق (مسلسل) على موقع ميتاكريتيك (الإنجليزية)
- بنات الورق (مسلسل) على موقع روتن توميتوز (الإنجليزية)
- بنات الورق (مسلسل) على موقع كينوبويسك (الروسية)
- بنات الورق (مسلسل) على موقع ألو سيني (الفرنسية)
- بنات الورق (مسلسل) على موقع قاعدة بيانات الفيلم (الإنجليزية)